# Trissernis
Trissernis is een geslacht van vlinders van de familie uilen (Noctuidae), uit de onderfamilie Acontiinae.

## Soorten
- T. greeni Holloway, 1977
- T. ochrochlora Turner, 1902
- T. prasinoscia Meyrick, 1902